# Seznam oper hraných v Prozatímním a Národním divadle
Tento seznam shrnuje údaje o operních představeních odehraných v Prozatímním divadle a v Národním divadle v Praze od otevření Prozatímního divadla (sezóna 1862/63) do sezóny 2019/2020. Tyto údaje jsou obsaženy (pro Národní divadlo) v databázi inscenací a denních programů „Archiv ND“ a (pro Prozatímní divadlo) v příručce Prozatímní divadlo 1862-1883.
Zachycuje představení souboru Prozatímního či Národního divadla na domovské scéně, pobočných scénách, a pokud jsou ve zmíněných zdrojích zaznamenána, i na zájezdech. Nejsou naopak uváděny tituly a započtena představení hraná na jevištích Národního divadla hostujícími soubory. Započtena nejsou ani koncertní provedení oper; jejich seznam je však uveden níže mimo tabulku. „Poloscénická“ provedení zahrnuta jsou.
Tento seznam umožňuje přehled o historické šíři repertoáru nejvýznamnější české operní scény a o relativní úspěšnosti jednotlivých operních děl, skladatelů, hudebních směrů nebo národních škol. Je indikativní i pro české prostředí jako celek.
Vedle samotných oper jsou uvedena i obdobná hudebně dramatická díla: jednak scénicky provedená oratoria (např. Lisztova Svatá Alžběta, Dvořákova Svatá Ludmila, Beethovenův Kristus na hoře Olivetské) a operety.

## Název opery
Vedle nejběžnějšího českého názvu jsou uvedeny ostatní názvy, pod kterými byla opera v Prozatímním či Národním divadle hrána, ale nikoli jen pravopisné varianty. Sporadicky od 60. let a ve větší míře od počátku 90. let 20. století jsou opery světového repertoáru uváděny v originále nebo v jiných jazycích (např. Martinů Julietta v angličtině). V tom případě je uveden nejznámější český název a cizojazyčný jen tehdy, je-li v praxi vžitější (např. Don Giovanni) nebo nebyl-li český název v praxi Národním divadlem nikdy používán (např. Man and Boy:Dada).

## Počet představení
V době Prozatímního divadla bylo běžné uvádět i samostatné akty oper. I ty registruje publikace Prozatímní divadlo 1862-1883, a proto jsou započteny v seznamu. Naproti tomu v Národním divadle bylo uvádění jednotlivých aktů jen velmi výjimečné a mělo jinou povahu. Do seznamu proto není započteno, stejně jako nejsou započtena provedení např. jen předeher nebo samostatných árií.
Byla-li daná opera uváděna již v Prozatímním divadle, je v závorkách za celkovým počtem představení uvedeno rozdělení mezi inscenace v Prozatímním divadle a v Národním divadle.

## Počet nastudování
Tento údaj je převzat z uvedených zdrojů. Nová nastudování byla identifikována (zejména pro období před rokem 1918) na základě divadelních cedulí nebo jiných nepřímých údajů. Jako samostatné jsou započítány i inscenace převzaté Prozatímním divadlem při jeho založení ze Stavovského divadla, inscenace převzaté z repertoáru Divadla 5. května při jeho fúzi s Národním divadlem roku 1948 a inscenace převzaté z repertoáru Státní opery Praha při její fúzi s Národním divadlem k 1. lednu 2012. (Naopak některé inscenace Národního divadla převzala při svém osamostatnění roku 1992 Státní opera Praha). Čísla v závorkách opět rozlišují inscenace v Prozatímním divadle a Národním divadle. Některá nastudování Prozatímního divadla přešla do Národního divadla, naopak inscenace Libuše a Hugenotů určené pro Národní divadlo po jeho požáru dočasně převzalo Prozatímní divadlo.
| Název opery                                                                 | Skladatel                                         | Počet představení (PD+ND) | Počet nastudování (PD+ND) | První uvedení      | Poslední uvedení   |
| --------------------------------------------------------------------------- | ------------------------------------------------- | ------------------------- | ------------------------- | ------------------ | ------------------ |
| Prodaná nevěsta                                                             | Bedřich Smetana                                   | 3632 (116+3516)           | 25 (5+20)                 | 30. května 1866    | 19. února 2020     |
| Rusalka                                                                     | Antonín Dvořák                                    | 1973                      | 14                        | 31. března 1900    | 3. února 2020      |
| Hubička                                                                     | Bedřich Smetana                                   | 1777 (46+1731)            | 17 (1+16)                 | 7. listopadu 1876  | 27. února 2009     |
| Don Giovanni (Don Juan)                                                     | Wolfgang Amadeus Mozart                           | 1303 (42+1261)            | 27 (4+23)                 | 14. července 1864  | 14. července 2019  |
| Figarova svatba                                                             | Wolfgang Amadeus Mozart                           | 1192 (27+1165)            | 27 (6+21)                 | 26. ledna 1865     | 3. března 2020     |
| Carmen                                                                      | Georges Bizet                                     | 1134                      | 12                        | 3. ledna 1884      | 9. března 2020     |
| Dalibor                                                                     | Bedřich Smetana                                   | 1114 (16+1098)            | 14 (3+12)                 | 14. května 1868    | 4. března 2020     |
| Jakobín                                                                     | Antonín Dvořák                                    | 1102                      | 13                        | 12. února 1889     | 15. února 2020     |
| La traviata (Violetta, Traviata)                                            | Giuseppe Verdi                                    | 1064 (48+ 1016)           | 13 (2+12)                 | 15. července 1868  | 19. února 2020     |
| Lazebník sevillský                                                          | Gioacchino Rossini                                | 1003 (61+942)             | 14 (2+12)                 | 15. března 1863    | 30. prosince 2017  |
| Kouzelná flétna                                                             | Wolfgang Amadeus Mozart                           | 952 (31+921)              | 20 (3+17)                 | 13. ledna 1863     | 12. února 2020     |
| Madam Butterfly                                                             | Giacomo Puccini                                   | 952                       | 7                         | 5. října 1921      | 20. února 2020     |
| Čert a Káča                                                                 | Antonín Dvořák                                    | 932                       | 10                        | 23. listopadu 1899 | 12. ledna 2020     |
| Evžen Oněgin (Eugenij Oněgin, Eugen Oněgin)                                 | Petr Iljič Čajkovskij                             | 932                       | 13                        | 6. prosince 1888   | 11. února 2010     |
| Tajemství                                                                   | Bedřich Smetana                                   | 932 (24+908)              | 16 (1+15)                 | 18. září 1878      | 2. května 2009     |
| Tosca                                                                       | Giacomo Puccini                                   | 794                       | 10                        | 21. listopadu 1903 | 21. října 2019     |
| Dvě vdovy                                                                   | Bedřich Smetana                                   | 761 (19+742)              | 17 (2+15)                 | 27. března 1874    | 3. července 2015   |
| Rigoletto                                                                   | Giuseppe Verdi                                    | 716 (30+686)              | 15 (3+12)                 | 10. září 1864      | 28. června 2017    |
| Bohéma                                                                      | Giacomo Puccini                                   | 696                       | 12                        | 27. února 1898     | 22. února 2020     |
| Libuše                                                                      | Bedřich Smetana                                   | 640 (6+634)               | 15                        | 11. června 1881    | 1. ledna 2020      |
| Její pastorkyňa                                                             | Leoš Janáček                                      | 596                       | 11                        | 26. května 1916    | 27. března 2019    |
| Aida                                                                        | Giuseppe Verdi                                    | 517                       | 10                        | 15. února 1884     | 6. března 2020     |
| Faust a Markétka (Faust a Markéta)                                          | Charles Gounod                                    | 507 (122+385)             | 12 (2+10)                 | 6. července 1867   | 16. prosince 1988  |
| V studni                                                                    | Vilém Blodek                                      | 505 (47+455)              | 13 (6+7)                  | 17. listopadu 1867 | 16. prosince 1965  |
| Così fan tutte (Tak to dělají všechny, Takové jsou všechny, Ženy jsou ženy) | Wolfgang Amadeus Mozart                           | 454                       | 9                         | 26. listopadu 1924 | 24. dubna 2016     |
| Trubadúr                                                                    | Giuseppe Verdi                                    | 442 (115+327)             | 8 (1+7)                   | 7. února 1863      | 23. června 2017    |
| Čertova stěna                                                               | Bedřich Smetana                                   | 436 (5+431)               | 14 (1+13)                 | 29. října 1882     | 25. února 2006     |
| Příhody lišky Bystroušky                                                    | Leoš Janáček                                      | 405                       | 9                         | 18. května 1925    | 9. února 2020      |
| Čarostřelec (Střelec kouzelník)                                             | Carl Maria von Weber                              | 395 (50+345)              | 16 (5+11)                 | 22. března 1863    | 5. června 1986     |
| Piková dáma                                                                 | Petr Iljič Čajkovskij                             | 393                       | 12                        | 11. října 1892     | 13. března 2001    |
| Šárka                                                                       | Zdeněk Fibich                                     | 381                       | 12                        | 28. prosince 1897  | 30. června 1979    |
| Komedianti                                                                  | Ruggero Leoncavallo                               | 378                       | 8                         | 10. února 1893     | 7. května 2013     |
| Psohlavci                                                                   | Karel Kovařovic                                   | 361                       | 8                         | 24. dubna 1898     | 26. března 1988    |
| Sedlák kavalír                                                              | Pietro Mascagni                                   | 328                       | 7                         | 4. ledna 1891      | 7. května 2013     |
| Káťa Kabanová                                                               | Leoš Janáček                                      | 324                       | 9                         | 30. listopadu 1922 | 20. října 2012     |
| Lohengrin                                                                   | Richard Wagner                                    | 321                       | 9                         | 12. ledna 1885     | 2. února 2020      |
| Braniboři v Čechách                                                         | Bedřich Smetana                                   | 300 (27+273)              | 19 (5+14)                 | 5. ledna 1866      | 15. června 1999    |
| Fidelio                                                                     | Ludwig van Beethoven                              | 288 (8+304)               | 19 (3+16)                 | 21. ledna 1870     | 8. března 2020     |
| Únos ze serailu                                                             | Wolfgang Amadeus Mozart                           | 280 (7+273)               | 11 (2+9)                  | 6. dubna 1869      | 21. ledna 2018     |
| Hoffmannovy povídky                                                         | Jacques Offenbach                                 | 275                       | 8                         | 18. října 1888     | 29. května 2013    |
| Bludný Holanďan                                                             | Richard Wagner                                    | 271                       | 6                         | 17. prosince 1907  | 19. ledna 1990     |
| Eva                                                                         | Josef Bohuslav Foerster                           | 263                       | 10                        | 1. ledna 1899      | 29. prosince 1984  |
| Šelma sedlák                                                                | Antonín Dvořák                                    | 246 (20+226)              | 14 (2+12)                 | 27. ledna 1878     | 14. června 1958    |
| Don Carlos                                                                  | Giuseppe Verdi                                    | 242                       | 5                         | 21. ledna 1931     | 28. prosince 2013  |
| Maškarní ples                                                               | Giuseppe Verdi                                    | 234 (27+207)              | 11 (3+8)                  | 30. června 1869    | 5. března 2020     |
| Mignon                                                                      | Ambroise Thomas                                   | 231 (12+219)              | 12 (2+10)                 | 2. června 1878     | 4. dubna 2012      |
| Nevěsta messinská (Messinská nevěsta)                                       | Zdeněk Fibich                                     | 224                       | 8                         | 28. března 1884    | 19. prosince 1986  |
| Tannhäuser (Tannhäuser a zápas pěvců na Wartburce)                          | Richard Wagner                                    | 221                       | 6                         | 28. ledna 1891     | 28. dubna 2015     |
| Othello (Otello) (Othello, mouřenín benátský)                               | Giuseppe Verdi                                    | 207 (19+188)              | 12 (3+9)                  | 26. dubna 1863     | 27. května 2015    |
| Boris Godunov                                                               | Modest Petrovič Musorgskij                        | 193                       | 9                         | 25. listopadu 1910 | 6. dubna 2016      |
| Nabucco (Nabuchodosor)                                                      | Giuseppe Verdi                                    | 181 (5+176)               | 4 (1+3)                   | 7. prosince 1868   | 7. března 2020     |
| Němá z Portici                                                              | Daniel Auber                                      | 162 (75+87)               | 11 (2+9)                  | 1. března 1863     | 22. března 1964    |
| Turandot                                                                    | Giacomo Puccini                                   | 160                       | 5                         | 10. června 1927    | 2. března 2020     |
| Dimitrij                                                                    | Antonín Dvořák                                    | 154 (8+146)               | 16 (1+15)                 | 8. října 1882      | 4. června 1966     |
| Dráteník                                                                    | František Škroup                                  | 152 (10+142)              | 9 (3+5)                   | 8. prosince 1862   | 5. ledna 1964      |
| Židovka                                                                     | Jacques Fromental Halévy                          | 149 (46+103)              | 9 (4+5)                   | 6. ledna 1864      | 5. ledna 1935      |
| Jeníček a Mařenka (Perníková chaloupka)                                     | Engelbert Humperdinck                             | 143                       | 6                         | 3. prosince 1895   | 26. června 2019    |
| Romeo a Julie                                                               | Charles Gounod                                    | 142 (46+96)               | 7 (2+5)                   | 29. srpna 1869     | 27. května 2019    |
| Hugenoti                                                                    | Giacomo Meyerbeer                                 | 140 (76+64)               | 10 (3+7)                  | 30. října 1864     | 25. října 1916     |
| Werther                                                                     | Jules Massenet                                    | 138                       | 4                         | 13. ledna 1901     | 27. února 2020     |
| Car a tesař                                                                 | Albert Lortzing                                   | 135 (22+113)              | 8 (4+4)                   | 10. května 1863    | 19. listopadu 1959 |
| Lucie z Lammermooru (Lucie)                                                 | Gaetano Donizetti                                 | 134 (54+80)               | 5 (1+4)                   | 14. února 1864     | 13. března 1994    |
| Na Starém bělidle                                                           | Karel Kovařovic                                   | 134                       | 6                         | 22. listopadu 1901 | 4. února 1951      |
| Růžový kavalír                                                              | Richard Strauss                                   | 133                       | 5                         | 4. března 1911     | 30. května 2000    |
| Tvrdé palice                                                                | Antonín Dvořák                                    | 131 (9+122)               | 8 (1+7)                   | 2. října 1881      | 5. prosince 1946   |
| Netopýr (opereta)                                                           | Johann Strauss mladší                             | 129 (37+92)               | 10 (2+8)                  | 7. září 1875       | 26. února 2018     |
| Vilém Tell                                                                  | Gioacchino Rossini                                | 126 (57+69)               | 8 (2+6)                   | 14. prosince 1866  | 5. července 1934   |
| Zuzana Vojířová                                                             | Jiří Pauer                                        | 121                       | 2                         | 9. ledna 1959      | 22. února 1989     |
| Don Pasquale                                                                | Gaetano Donizetti                                 | 120 (8+112)               | 6 (1+5)                   | 15. června 1869    | 7. června 2008     |
| Louisa                                                                      | Gustave Charpentier                               | 119                       | 7                         | 13. února 1903     | 17. února 1967     |
| Řecké pašije                                                                | Bohuslav Martinů                                  | 119                       | 3                         | 10. března 1967    | 14. března 2008    |
| Zvíkovský rarášek                                                           | Vítězslav Novák                                   | 118                       | 4                         | 10. října 1915     | 15. listopadu 1958 |
| Výlety páně Broučkovy                                                       | Leoš Janáček                                      | 117                       | 7                         | 24. března 1920    | 26. dubna 2019     |
| Orfeus a Eurydika (Orfeus)                                                  | Christoph Willibald Gluck                         | 116 (28+88)               | 12 (4+8)                  | 17. února 1864     | 17. května 2014    |
| Věc Makropulos                                                              | Leoš Janáček                                      | 115                       | 6                         | 1. března 1928     | 23. března 2010    |
| Orfeus v podsvětí (opereta)                                                 | Jacques Offenbach                                 | 109 (65+44)               | 11 (6+5)                  | 13. prosince 1863  | 10. dubna 2018     |
| Veselé ženy windsorské                                                      | Otto Nicolai                                      | 106 (43+63)               | 15 (7+8)                  | 4. března 1865     | 26. srpna 1944     |
| Fra Diavolo                                                                 | Daniel Auber                                      | 103 (24+79)               | 12 (4+8)                  | 4. května 1865     | 29. ledna 1940     |
| Lucerna                                                                     | Vítězslav Novák                                   | 100                       | 5                         | 13. května 1923    | 18. dubna 1964     |
| Norma                                                                       | Vincenzo Bellini                                  | 100 (38+62)               | 12 (3+9)                  | 17. března 1864    | 2. června 2018     |
| Z mrtvého domu                                                              | Leoš Janáček                                      | 100                       | 7                         | 21. února 1931     | 18. ledna 2017     |
| Střevíčky                                                                   | Petr Iljič Čajkovskij                             | 99                        | 1                         | 21. prosince 1950  | 25. dubna 1954     |
| Mistři pěvci norimberští                                                    | Richard Wagner                                    | 98                        | 9                         | 7. února 1894      | 14. prosince 1983  |
| Krútňava                                                                    | Eugen Suchoň                                      | 93                        | 3                         | 5. června 1953     | 31. května 1977    |
| Halka                                                                       | Stanisław Moniuszko                               | 92 (9+83)                 | 6 (2+4)                   | 28. února 1868     | 7. prosince 1955   |
| Trebizondská princezna (opereta)                                            | Jacques Offenbach                                 | 91 (85+6)                 | 3 (2+1)                   | 9. června 1871     | 8. září 1899       |
| Bandité (opereta)                                                           | Jacques Offenbach                                 | 86 (77+9)                 | 2 (1+1)                   | 30. července 1870  | 8. dubna 1899      |
| Manon (Manon Lescaut)                                                       | Jules Massenet                                    | 86                        | 5                         | 19. září 1885      | 25. února 1939     |
| Hedy                                                                        | Zdeněk Fibich                                     | 85                        | 6                         | 12. února 1896     | 13. dubna 1951     |
| Honzovo království                                                          | Otakar Ostrčil                                    | 84                        | 4                         | 3. dubna 1935      | 4. června 1968     |
| Salome                                                                      | Richard Strauss                                   | 84                        | 4                         | 17. ledna 1923     | 13. prosince 2015  |
| Zítra se bude...                                                            | Jiří Nekvasil, Aleš Březina                       | 84                        | 1                         | 9. dubna 2008      | 18. června 2013    |
| Bouře                                                                       | Zdeněk Fibich                                     | 82                        | 7                         | 1. března 1895     | 30. října 1969     |
| Armida                                                                      | Antonín Dvořák                                    | 79                        | 5                         | 25. března 1904    | 23. září 1991      |
| Julietta (Snář)                                                             | Bohuslav Martinů                                  | 75                        | 5                         | 16. března 1938    | 16. března 2018    |
| Karlštejn                                                                   | Vítězslav Novák                                   | 73                        | 6                         | 18. listopadu 1916 | 27. prosince 1986  |
| Macbeth                                                                     | Giuseppe Verdi                                    | 72                        | 3                         | 26. ledna 1978     | 2. července 2019   |
| Zásnuby v klášteře (Maškaráda)                                              | Sergej Prokofjev                                  | 72                        | 3                         | 5. října 1948      | 8. června 1991     |
| Bílá paní                                                                   | François Adrien Boieldieu                         | 71 (20+51)                | 10 (6+4)                  | 25. října 1863     | 18. června 1931    |
| Lakmé                                                                       | Léo Delibes                                       | 71                        | 7                         | 30. listopadu 1884 | 4. prosince 1936   |
| Dobře placená procházka                                                     | Jiří Šlitr, Jiří Suchý                            | 70                        | 1                         | 22. dubna 2007     | 28. června 2009    |
| Popelka                                                                     | Josef Richard Rozkošný                            | 70                        | 3                         | 31. května 1885    | 19. ledna 1912     |
| Falstaff                                                                    | Giuseppe Verdi                                    | 69                        | 5                         | 16. listopadu 1893 | 9. prosince 2009   |
| Kníže Igor                                                                  | Alexandr Porfirjevič Borodin                      | 69                        | 3                         | 8. června 1899     | 26. ledna 1959     |
| Mirandolina                                                                 | Bohuslav Martinů                                  | 69                        | 2                         | 17. května 1959    | 30. prosince 1982  |
| Robert ďábel                                                                | Giacomo Meyerbeer                                 | 69 (54+15)                | 6 (4+2)                   | 26. listopadu 1864 | 8. prosince 1897   |
| Hry o Marii                                                                 | Bohuslav Martinů                                  | 68                        | 4                         | 7. února 1936      | 22. dubna 2013     |
| Královna ze Sáby (Sábská královna)                                          | Karl Goldmark                                     | 65                        | 6                         | 2. dubna 1886      | 2. ledna 1916      |
| Poupě                                                                       | Otakar Ostrčil                                    | 65                        | 7                         | 25. ledna 1911     | 17. dubna 1960     |
| Veselohra na mostě (Martinů)                                                | Bohuslav Martinů                                  | 63                        | 2                         | 17. listopadu 1961 | 25. června 1977    |
| Asrael                                                                      | Alberto Franchetti                                | 61                        | 1                         | 30. března 1890    | 23. února 1900     |
| Čarokraj                                                                    | Marko Ivanović                                    | 60                        | 1                         | 14. ledna 2012     | 26. června 2016    |
| Nápoj lásky                                                                 | Gaetano Donizetti                                 | 59 (3+56)                 | 5 (1+4)                   | 28. července 1863  | 11. ledna 2015     |
| Marta (Marta aneb trh v Richmondu)                                          | Friedrich von Flotow                              | 58 (46+12)                | 6 (3+3)                   | 18. června 1863    | 5. února 1944      |
| Jessika (Kupec benátský)                                                    | Josef Bohuslav Foerster                           | 57                        | 7                         | 16. dubna 1905     | 27. prosince 1970  |
| Nápoj lásky                                                                 | Gaetano Donizetti                                 | 57 (3+54)                 | 5 (1+4)                   | 28. července 1863  | 7. února 2014      |
| Popelka (Popelka Angelina)                                                  | Gioacchino Rossini                                | 57 (4+53)                 | 3 (1+2)                   | 4. února 1870      | 20. února 2020     |
| Smrt kmotřička                                                              | Rudolf Karel                                      | 57                        | 4                         | 31. března 1933    | 1. prosince 1970   |
| Manon Lescaut                                                               | Giacomo Puccini                                   | 56                        | 3                         | 24. dubna 1894     | 11. prosince 1985  |
| Mefistofeles                                                                | Arrigo Boito                                      | 56                        | 5                         | 9. prosince 1885   | 5. července 2018   |
| Ariadna                                                                     | Bohuslav Martinů                                  | 55                        | 2                         | 27. února 1975     | 14. května 1990    |
| Malý vévoda (opereta)                                                       | Charles Lecocq                                    | 55 (42+13)                | 4 (2+2)                   | 23. listopadu 1878 | 27. července 1892  |
| Afričanka (Afrikánka)                                                       | Giacomo Meyerbeer                                 | 53 (18+35)                | 8 (3+5)                   | 8. prosince 1877   | 16. ledna 1916     |
| Poustevníkův zvonek                                                         | Aimé Maillart                                     | 52 (3+49)                 | 6 (1+5)                   | 23. srpna 1878     | 24. září 1923      |
| Síla osudu                                                                  | Giuseppe Verdi                                    | 51                        | 2                         | 13. dubna 1937     | 11. března 1998    |
| Elektra                                                                     | Richard Strauss                                   | 50                        | 4                         | 25. dubna 1910     | 25. června 2016    |
| Giroflé-Girofla (opereta)                                                   | Charles Lecocq                                    | 50 (47+3)                 | 3 (2+1)                   | 17. prosince 1873  | 2. července 1889   |
| Král a uhlíř                                                                | Antonín Dvořák                                    | 50 (6+44)                 | 6 (2+4)                   | 24. listopadu 1874 | 15. června 1957    |
| Zakletý princ                                                               | Vojtěch Hřímalý                                   | 50 (33+17)                | 5 (2+3)                   | 13. května 1872    | 19. května 1934    |
| Kryšpín a kmotra                                                            | Federico Ricci, Luigi Ricci                       | 49 (39+10)                | 5 (4+1)                   | 20. července 1869  | 13. února 1885     |
| Mamzelle Nitouche (opereta)                                                 | Hervé                                             | 49                        | 1                         | 29. listopadu 1890 | 3. listopadu 1902  |
| Poprask v opeře                                                             | Gaetano Donizetti                                 | 49                        | 2                         | 11. března 1977    | 26. ledna 2020     |
| Zlato Rýna                                                                  | Richard Wagner                                    | 49                        | 3                         | 19. března 1915    | 16. května 2005    |
| Boccaccio (opereta)                                                         | Franz von Suppé                                   | 48 (46+2)                 | 2 (1+1)                   | 12. března 1879    | 23. září 1888      |
| Simon Boccanegra                                                            | Giuseppe Verdi                                    | 48                        | 2                         | 17. prosince 1971  | 12. listopadu 2014 |
| Maryša                                                                      | Emil František Burian                             | 46                        | 2                         | 30. dubna 1946     | 24. listopadu 1963 |
| Postilion z Lonjumeau                                                       | Adolphe Adam                                      | 45 (11+34)                | 6 (2+4)                   | 27. června 1866    | 25. března 1931    |
| Lucrezia Borgia (Lukrecia)                                                  | Gaetano Donizetti                                 | 44 (40+4)                 | 7 (6+1)                   | 24. ledna 1863     | 30. října 1886     |
| Pelleas a Melisanda                                                         | Claude Debussy                                    | 44                        | 3                         | 1. listopadu 1921  | 17. června 2013    |
| Žádný muž a tolik děvčat (opereta)                                          | Franz von Suppé                                   | 44 (44+0)                 | 5 (5+0)                   | 27. června 1867    | 12. června 1880    |
| Alessandro Stradella                                                        | Friedrich von Flotow                              | 43 (35+8)                 | 5 (3+2)                   | 19. listopadu 1863 | 10. dubna 1901     |
| Gianni Scicchi                                                              | Giacomo Puccini                                   | 43                        | 3                         | 13. ledna 1937     | 3. prosince 1998   |
| Dcera pluku (Marie, dcera pluku)                                            | Gaetano Donizetti                                 | 42 (18+24)                | 5 (2+3)                   | 6. února 1864      | 8. ledna 1913      |
| Fatinica (Fatinica aneb Rusové v harému) (opereta)                          | Franz von Suppé                                   | 42 (35+7)                 | 2 (1+1)                   | 14. května 1876    | 13. září 1900      |
| Nevěsta husitská (Husitská nevěsta)                                         | Karel Šebor                                       | 42 (24+18)                | 6 (4+2)                   | 27. září 1868      | 5. července 1894   |
| Don Quichotte                                                               | Jules Massenet                                    | 41                        | 2                         | 1. června 1933     | 19. března 1967    |
| Ernani                                                                      | Giuseppe Verdi                                    | 41 (37+4)                 | 4 (3+1)                   | 10. září 1865      | 25. září 1890      |
| Tamerlán (Tamerlan)                                                         | Josef Mysliveček                                  | 41                        | 1                         | 1. prosince 1977   | 31. května 1980    |
| Angot (Angot, dítě pařížské tržnice)(opereta)                               | Charles Lecocq                                    | 40 (33+7)                 | 2 (1+1)                   | 4. února 1875      | 23. června 1895    |
| Bratři Karamazovi                                                           | Otakar Jeremiáš                                   | 40                        | 4                         | 8. října 1928      | 8. dubna 1974      |
| Malířský nápad                                                              | Otakar Zich                                       | 40                        | 3                         | 11. března 1910    | 6. července 1951   |
| Ruslan a Ludmila                                                            | Michail Ivanovič Glinka                           | 40 (23+17)                | 7 (4+3)                   | 16. února 1867     | 11. prosince 1957  |
| Vojna a mír                                                                 | Sergej Prokofjev                                  | 40                        | 2                         | 25. června 1948    | 6. ledna 1975      |
| Brouk Pytlík                                                                | Evžen Zámečník                                    | 38                        | 1                         | 8. dubna 1988      | 27. dubna 1991     |
| Dědův odkaz                                                                 | Vítězslav Novák                                   | 38                        | 2                         | 22. prosince 1926  | 20. června 1944    |
| Arabella                                                                    | Richard Strauss                                   | 37                        | 1                         | 6. dubna 1972      | 18. ledna 1975     |
| Pád Arkuna                                                                  | Zdeněk Fibich                                     | 37                        | 4                         | 9. listopadu 1900  | 18. dubna 2015     |
| Prorok                                                                      | Giacomo Meyerbeer                                 | 37 (18+19)                | 5 (2+3)                   | 5. prosince 1875   | 31. března 1915    |
| Chytračka                                                                   | Carl Orff                                         | 36                        | 2                         | 24. září 1981      | 3. prosince 2017   |
| Svatojanské proudy                                                          | Josef Richard Rozkošný                            | 35 (24+11)                | 5 (3+2)                   | 3. října 1871      | 29. prosince 1895  |
| Zvonky cornevillské (Duch na zámku cornevillském) (opereta)                 | Robert Planquette                                 | 35 (28+7)                 | 3 (1+2)                   | 2. května 1879     | 21. srpna 1904     |
| Zdravý nemocný                                                              | Jiří Pauer                                        | 34                        | 2                         | 22. května 1970    | 4. února 1990      |
| Zpráva pro Akademii                                                         | Jan Klusák                                        | 34                        | 2                         | 6. prosince 1997   | 12. května 2004    |
| Život za cara (Život za caře, Ivan Susanin)                                 | Michail Ivanovič Glinka                           | 34 (6+28)                 | 4 (1+3)                   | 29. srpna 1866     | 21. ledna 1953     |
| Nepřemožení                                                                 | Josef Bohuslav Foerster                           | 33                        | 3                         | 19. prosince 1918  | 1. února 1937      |
| Sládek prestonský                                                           | Adolphe Adam                                      | 33 (25+8)                 | 6 (4+2)                   | 22. března 1867    | 4. prosince 1899   |
| Titus (La clemenza di Tito)                                                 | Wolfgang Amadeus Mozart                           | 33                        | 3                         | 19. listopadu 1891 | 20. února 2010     |
| Krásná Helena (Sličná Helena) (opereta)                                     | Jacques Offenbach                                 | 32 (19+13)                | 2 (1+1)                   | 1. srpna 1875      | 25. listopadu 1903 |
| Mladá garda                                                                 | Julij Mejtus                                      | 32                        | 1                         | 18. ledna 1952     | 21. března 1953    |
| Valkýra                                                                     | Richard Wagner                                    | 32                        | 3                         | 14. února 1916     | 18. května 2005    |
| Žebrácká opera (hráno činohrou)                                             | Kurt Weill                                        | 32                        | 1                         | 10. prosince 2009  | 23. května 2011    |
| Indická princezna (opereta)                                                 | Karel Bendl                                       | 31 (24+7)                 | 4 (3+1)                   | 26. srpna 1877     | 11. listopadu 1906 |
| Rinaldo                                                                     | Georg Friedrich Händel                            | 31                        | 1                         | 4. dubna 2009      | 24. června 2014    |
| Svätopluk                                                                   | Eugen Suchoň                                      | 31                        | 1                         | 29. dubna 1960     | 21. října 1965     |
| Tristan a Isolda                                                            | Richard Wagner                                    | 31                        | 3                         | 10. února 1913     | 26. května 2002    |
| Lejla (Lejla aneb Obležení Granady)                                         | Karel Bendl                                       | 30 (16+14)                | 4 (3+1)                   | 4. ledna 1868      | 16. března 1894    |
| Blaník                                                                      | Zdeněk Fibich                                     | 29 (5+24)                 | 4 (1+3)                   | 25. listopadu 1881 | 5. května 1950     |
| Car Saltan                                                                  | Nikolaj Andrejevič Rimskij-Korsakov               | 29                        | 2                         | 18. června 1935    | 18. dubna 1959     |
| Svatba při lucernách (opereta)                                              | Jacques Offenbach                                 | 29 (19+10)                | 4 (2+2)                   | 20. května 1865    | 29. ledna 1905     |
| Dvakrát Alexandr                                                            | Bohuslav Martinů                                  | 28                        | 2                         | 15. prosince 1988  | 5. prosince 2000   |
| Italka v Alžíru                                                             | Gioacchino Rossini                                | 28                        | 2                         | 31. prosince 1933  | 26. března 1939    |
| Domácí cvrček                                                               | Karl Goldmark                                     | 27                        | 4                         | 13. března 1897    | 15. listopadu 1909 |
| Parsifal                                                                    | Richard Wagner                                    | 27                        | 2                         | 1. ledna 1914      | 18. května 2012    |
| Pytlák                                                                      | Albert Lortzing                                   | 27 (6+21)                 | 4 (1+3)                   | 20. března 1882    | 15. září 1930      |
| Žvanivý slimejš                                                             | Jiří Pauer                                        | 27                        | 1                         | 11. listopadu 1966 | 7. února 1970      |
| Král to řekl                                                                | Léo Delibes                                       | 26 (17+9)                 | 5 (3+2)                   | 9. října 1874      | 31. srpna 1900     |
| Lady Macbeth Mcenského újezdu (Katěrina Izmajlova)                          | Dmitrij Šostakovič                                | 26                        | 2                         | 14. května 1965    | 1. října 2001      |
| Dinora (Dinorah aneb Pouť na Ploermel)                                      | Giacomo Meyerbeer                                 | 25 (15+10)                | 4 (2+2)                   | 13. září 1863      | 6. září 1899       |
| Donna Juanita (opereta)                                                     | Franz von Suppé                                   | 25 (24+1)                 | 2 (1+1)                   | 17. října 1880     | 3. září 1884       |
| Merlin                                                                      | Karl Goldmark                                     | 25                        | 1                         | 23. ledna 1890     | 7. dubna 1892      |
| Samson a Dalila                                                             | Camille Saint-Saëns                               | 25                        | 2                         | 11. listopadu 1933 | 30. května 2008    |
| Veselá vojna (opereta)                                                      | Johann Strauss mladší                             | 25 (25+0)                 | 1 (1+0)                   | 17. února 1882     | 25. října 1883     |
| Červená Karkulka (opereta)                                                  | Gaston Serpette                                   | 24                        | 2                         | 9. srpna 1889      | 7. července 1897   |
| Dubrovský                                                                   | Eduard Nápravník                                  | 24                        | 2                         | 13. prosince 1896  | 27. října 1908     |
| Oberon                                                                      | Carl Maria von Weber                              | 24                        | 3                         | 6. září 1889       | 12. února 1931     |
| Osm písní pro šíleného krále                                                | Peter Maxwell Davies                              | 24                        | 1                         | 10. března 1997    | 12. února 1999     |
| Pozdvižení v Efesu                                                          | Iša Krejčí                                        | 24                        | 2                         | 8. září 1946       | 23. dubna 1964     |
| Sněhulák (opereta)                                                          | Jacques Offenbach                                 | 24 (24+0)                 | 1 (1+0)                   | 19. července 1872  | 16. srpna 1878     |
| Svatá Alžběta (oratorium)                                                   | Ferenc Liszt                                      | 24                        | 3                         | 16. prosince 1890  | 10. března 1899    |
| Vodník                                                                      | Boleslav Vomáčka                                  | 24                        | 2                         | 17. prosince 1937  | 14. listopadu 1949 |
| Vrtoch slečny Donnithornové                                                 | Peter Maxwell Davies                              | 24                        | 1                         | 10. března 1997    | 12. února 1999     |
| Zápisník zmizelého                                                          | Leoš Janáček                                      | 24                        | 1                         | 10. března 1997    | 12. února 1999     |
| Zedník a zámečník                                                           | Daniel Auber                                      | 24 (16+8)                 | 5 (3+2)                   | 26. října 1864     | 9. dubna 1924      |
| Ariadna na Naxu                                                             | Richard Strauss                                   | 23                        | 2                         | 12. dubna 1940     | 27. ledna 1979     |
| Debora                                                                      | Josef Bohuslav Foerster                           | 23                        | 3                         | 27. ledna 1893     | 29. prosince 1949  |
| Dívčí ústav (opereta)                                                       | Franz von Suppé                                   | 23 (18+5)                 | 3 (2+1)                   | 4. listopadu 1865  | 25. listopadu 1894 |
| Starý ženich                                                                | Karel Bendl                                       | 23 (7+16)                 | 4 (1+3)                   | 20. října 1883     | 17. října 1902     |
| Toufar                                                                      | Aleš Březina                                      | 23                        | 1                         | 18. září 2013      | 24. února 2016     |
| André Chénier (Andrea Chénier)                                              | Umberto Giordano                                  | 22                        | 2                         | 5. května 1897     | 15. října 2019     |
| Bearňanka                                                                   | André Messager                                    | 22                        | 3                         | 15. července 1892  | 3. prosince 1902   |
| Červená Karkulka                                                            | Jiří Pauer                                        | 22                        | 1                         | 19. listopadu 1966 | 7. února 1970      |
| Kmotr Fricek                                                                | Pietro Mascagni                                   | 22                        | 1                         | 18. dubna 1892     | 7. listopadu 1896  |
| Láska ke třem pomerančům                                                    | Sergej Prokofjev                                  | 22                        | 2                         | 31. května 1963    | 18. prosince 2019  |
| Lešetínský kovář                                                            | Karel Weis                                        | 22                        | 1                         | 6. června 1922     | 15. října 1922     |
| Oedipus rex                                                                 | Igor Stravinskij                                  | 22                        | 1                         | 15. října 1987     | 14. května 1990    |
| Švanda dudák                                                                | Jaromír Weinberger                                | 22                        | 2                         | 27. dubna 1927     | 9. října 1933      |
| Vojcek                                                                      | Alban Berg                                        | 22                        | 3                         | 11. listopadu 1926 | 5. září 2001       |
| Vzkříšení                                                                   | Ján Cikker                                        | 22                        | 1                         | 18. května 1962    | 27. května 1965    |
| Žebrácká opera                                                              | Benjamin Britten                                  | 22                        | 1                         | 2. února 1989      | 1. června 1990     |
| Javotte, Popelka bostonská (Javotte čili Popelka) (opereta)                 | Émile Jonas                                       | 21 (21+0)                 | 1 (1+0)                   | 11. května 1873    | 1. srpna 1877      |
| Krásné Gruzínky (opereta)                                                   | Jacques Offenbach                                 | 21 (21+0)                 | 3 (3+0)                   | 4. února 1866      | 7. září 1879       |
| Píseň Fortuniova (Fortuniova píseň) (Píseň pana Fortunia)                   | Jacques Offenbach                                 | 21 (6+15)                 | 3 (1+2)                   | 6. října 1865      | 8. ledna 1915      |
| Plášť                                                                       | Giacomo Puccini                                   | 21                        | 1                         | 7. března 1996     | 3. prosince 1998   |
| Pytláci (opereta)                                                           | Jacques Offenbach                                 | 21 (21+0)                 | 2 (2+0)                   | 28. dubna 1874     | 5. července 1878   |
| Sestra Angelika                                                             | Giacomo Puccini                                   | 21                        | 1                         | 7. března 1996     | 3. prosince 1998   |
| Svatá Ludmila (oratorium)                                                   | Antonín Dvořák                                    | 21                        | 3                         | 25. února 1887     | 29. června 1935    |
| Velkovévodkyně z Gerolsteinu (Velkovévodkyně z Gerolštýna) (opereta)        | Jacques Offenbach                                 | 21 (21+0)                 | 1 (1+0)                   | 11. července 1873  | 2. srpna 1877      |
| Zuzančino tajemství                                                         | Ermanno Wolf-Ferrari                              | 21                        | 1                         | 13. září 1910      | 27. února 1919     |
| Antiformalistický jarmark                                                   | Dmitrij Šostakovič                                | 20                        | 1                         | 17. prosince 2014  | 20. června 2018    |
| Blesk                                                                       | Jacques Fromental Halévy                          | 20 (20+0)                 | 3 (3+0)                   | 9. srpna 1863      | 8. ledna 1882      |
| České jesličky                                                              | Jaroslav Křička                                   | 20                        | 1                         | 15. ledna 1949     | 30. prosince 1950  |
| Drahomíra                                                                   | Karel Šebor                                       | 20 (20+0)                 | 2 (2+0)                   | 20. září 1867      | 11. března 1874    |
| Musa Džalil                                                                 | Nazib Gajazovič Žiganov                           | 20                        | 1                         | 23. září 1960      | 21. října 1961     |
| Orango                                                                      | Dmitrij Šostakovič                                | 20                        | 1                         | 17. prosince 2014  | 20. června 2018    |
| Peter Grimes                                                                | Benjamin Britten                                  | 20                        | 1                         | 22. února 1979     | 21. února 1981     |
| Sternenhoch                                                                 | Ivan Acher                                        | 20                        | 1                         | 7. dubna 2018      | 20. ledna 2020     |
| Únos Sabinek (opereta)                                                      | Ivan Zajc                                         | 20 (20+0)                 | 3 (3+0)                   | 23. května 1870    | 25. listopadu 1880 |
| Bagdádský lazebník                                                          | Peter Cornelius                                   | 19                        | 2                         | 21. prosince 1906  | 21. srpna 1944     |
| Nagano                                                                      | Martin Smolka                                     | 19                        | 1                         | 8. dubna 2004      | 18. února 2009     |
| Příběh opravdového člověka                                                  | Sergej Prokofjev                                  | 19                        | 1                         | 14. dubna 1961     | 29. května 1963    |
| U Božích muk                                                                | Stanislav Suda                                    | 19                        | 3                         | 19. ledna 1898     | 30. ledna 1926     |
| Vina                                                                        | Otakar Zich                                       | 19                        | 2                         | 14. března 1922    | 30. května 1929    |
| Castor a Pollux                                                             | Jean-Philippe Rameau                              | 18                        | 1                         | 24. června 1999    | 28. dubna 2002     |
| Černé domino (Domino)                                                       | Daniel Auber                                      | 18 (4+14)                 | 4 (2+2)                   | 12. listopadu 1869 | 15. ledna 1913     |
| Hadačka z Boissy (opereta)                                                  | Ivan Zajc                                         | 18 (18+0)                 | 2 (2+0)                   | 28. července 1871  | 5. září 1880       |
| Kráska a zvíře                                                              | Philip Glass                                      | 18                        | 1                         | 28. srpna 2003     | 9. července 2004   |
| Linda ze Chamounix                                                          | Gaetano Donizetti                                 | 18 (18+0)                 | 2 (2+0)                   | 5. ledna 1865      | 15. února 1876     |
| Medvěd                                                                      | Ivo Jirásek                                       | 18                        | 1                         | 9. března 1978     | 8. prosince 1979   |
| Námluvy                                                                     | Josef Boháč                                       | 18                        | 1                         | 9. března 1978     | 8. prosince 1979   |
| Sněguročka (Jarní pohádka)                                                  | Nikolaj Andrejevič Rimskij-Korsakov               | 18                        | 3                         | 29. března 1905    | 10. května 1951    |
| Blíženci                                                                    | Karel Weis                                        | 17                        | 3                         | 17. ledna 1892     | 20. června 1917    |
| Cesta oknem                                                                 | Karel Kovařovic                                   | 17                        | 3                         | 11. února 1886     | 10. května 1944    |
| Černohorci                                                                  | Karel Bendl                                       | 17 (12+5)                 | 3 (2+1)                   | 11. září 1881      | 14. června 1886    |
| Dido a Aeneas                                                               | Henry Purcell                                     | 17                        | 1                         | 15. prosince 1988  | 28. června 1989    |
| Loď v přístavu aneb Veselí plavci (opereta)                                 | Ivan Zajc                                         | 17 (17+0)                 | 1 (1+0)                   | 30. prosince 1868  | 18. června 1874    |
| Paleček                                                                     | Pavel Bořkovec                                    | 17                        | 1                         | 17. prosince 1958  | 11. června 1960    |
| Příběh noci vánoční                                                         | Nikolaj Andrejevič Rimskij-Korsakov               | 17                        | 1                         | 18. října 1984     | 10. května 1986    |
| Sluha dvou pánů                                                             | Jan Hanuš                                         | 17                        | 1                         | 29. ledna 1981     | 26. června 1982    |
| Srdce                                                                       | Josef Bohuslav Foerster                           | 17                        | 2                         | 15. listopadu 1923 | 9. dubna 1930      |
| Vanda                                                                       | Antonín Dvořák                                    | 17 (9+8)                  | 5 (2+2)                   | 17. dubna 1876     | 1. června 2004     |
| Benvenuto Cellini                                                           | Hector Berlioz                                    | 16                        | 2                         | 10. října 1894     | 21. února 1968     |
| Dafnis a Chloë (opereta)                                                    | Jacques Offenbach                                 | 16 (4+12)                 | 2 (1+1)                   | 11. července 1867  | 1. prosince 1902   |
| Dobrou noc, pane Pantalone! (Dobrý večer, pane Pantalon!)                   | Albert Grisar                                     | 16 (2+14)                 | 3 (1+2)                   | 28. dubna 1871     | 16. ledna 1905     |
| Krásná Galathea (opereta)                                                   | Franz von Suppé                                   | 16 (5+11)                 | 3 (2+1)                   | 10. října 1878     | 3. ledna 1897      |
| Kunálovy oči                                                                | Otakar Ostrčil                                    | 16                        | 3                         | 25. listopadu 1908 | 18. března 1939    |
| Miss Helyett (opereta)                                                      | Edmond Audran                                     | 16                        | 1                         | 3. ledna 1892      | 22. listopadu 1892 |
| Modrovous (opereta)                                                         | Jacques Offenbach                                 | 16 (16+0)                 | 2 (2+0)                   | 5. srpna 1874      | 13. února 1881     |
| Muž, který si spletl svou ženu s kloboukem                                  | Michael Nyman                                     | 16                        | 1                         | 6. prosince 1997   | 18. září 1999      |
| Nížina                                                                      | Eugen d'Albert                                    | 16                        | 1                         | 29. listopadu 1939 | 29. prosince 1943  |
| První den štěstí                                                            | Daniel Auber                                      | 16 (16+0)                 | 2 (2+0)                   | 1. září 1868       | 26. února 1874     |
| Sadko                                                                       | Nikolaj Andrejevič Rimskij-Korsakov               | 16                        | 1                         | 31. ledna 1928     | 5. února 1929      |
| Bertram a Mescalinda                                                        | Jan Klusák                                        | 15                        | 1                         | 28. listopadu 2002 | 12. května 2004    |
| Boleslav I.                                                                 | Boleslav Vomáčka                                  | 15                        | 1                         | 8. března 1957     | 21. června 1958    |
| Hipolyta                                                                    | Jaroslav Křička                                   | 15                        | 2                         | 10. října 1917     | 9. května 1944     |
| Jolanta                                                                     | Petr Iljič Čajkovskij                             | 15                        | 1                         | 22. října 2015     | 16. března 2017    |
| Máchův deník                                                                | Emil Viklický                                     | 15                        | 1                         | 1. května 2003     | 22. června 2004    |
| Michuovic dcerušky (opereta)                                                | André Messager                                    | 15                        | 1                         | 14. července 1901  | 27. ledna 1904     |
| Romeo, Julie a tma                                                          | Jan Frank Fischer                                 | 15                        | 1                         | 12. října 1962     | 7. června 1965     |
| Rudá Marie                                                                  | Jan Kučera                                        | 15                        | 1                         | 7. května 2015     | 15. února 2017     |
| Slavík                                                                      | Igor Stravinskij                                  | 15                        | 1                         | 22. října 2015     | 16. března 2017    |
| Spanilá Peršanka (opereta)                                                  | Charles Lecocq                                    | 15 (15+0)                 | 1 (1+0)                   | 27. července 1880  | 10. července 1881  |
| Tři přání (Trojí přání aneb Vrtkavosti života)                              | Bohuslav Martinů                                  | 15                        | 1                         | 11. ledna 1990     | 19. prosince 1990  |
| Zampa (Zampa aneb Mramorová nevěsta)                                        | Ferdinand Hérold                                  | 15 (9+6)                  | 4 (2+2)                   | 28. září 1865      | 30. července 1913  |
| Zlatý křížek                                                                | Ignaz Brüll                                       | 15 (5+10)                 | 3 (1+2)                   | 9. prosince 1876   | 17. října 1914     |
| Žádný člověk                                                                | Jiří Kadeřábek                                    | 15                        | 1                         | 31. března 2017    | 19. března 2019    |
| Acis a Galatea                                                              | Georg Friedrich Händel                            | 14                        | 1                         | 3. dubna 1959      | 14. září 1960      |
| Modrovousův hrad                                                            | Béla Bartók                                       | 14                        | 1                         | 24. září 1981      | 19. června 1983    |
| Ostří hoši (opereta)                                                        | Franz von Suppé, Adolf Čech                       | 14 (14+0)                 | 2 (2+0)                   | 13. dubna 1872     | 6. listopadu 1878  |
| Podivuhodné dobrodružství Arthura Rowa                                      | Ivan Jirko                                        | 14                        | 1                         | 11. října 1979     | 3. prosince 1980   |
| Pochodeň Prométheova                                                        | Jan Hanuš                                         | 14                        | 1                         | 30. dubna 1965     | 25. října 1966     |
| Preciézky                                                                   | Otakar Zich                                       | 14                        | 2                         | 21. května 1926    | 17. dubna 1960     |
| Záletníci                                                                   | Mořic Stanislav Anger                             | 14 (14+0)                 | 1 (1+0)                   | 29. ledna 1882     | 26. září 1883      |
| Zkrocení zlé ženy                                                           | Vissarion Jakovlevič Šebalin                      | 14                        | 1                         | 16. února 1962     | 16. února 1963     |
| Čarovný prsten (opereta)                                                    | Julius Hopp                                       | 13 (13+0)                 | 1 (1+0)                   | 13. června 1872    | 29. června 1875    |
| Démon                                                                       | Anton Rubinstein                                  | 13                        | 1                         | 18. října 1885     | 26. května 1889    |
| Deset dnů, které otřásly světem                                             | Mark Veniaminovič Karminskij                      | 13                        | 1                         | 2. listopadu 1972  | 28. března 1974    |
| Idomeneus, král krétský (Idomeneo)                                          | Wolfgang Amadeus Mozart                           | 13                        | 2                         | 5. prosince 1931   | 25. ledna 2011     |
| Mlčenlivá žena                                                              | Richard Strauss                                   | 13                        | 1                         | 25. června 1987    | 4. listopadu 1988  |
| Na večer Bílé soboty                                                        | Antonín Vojtěch Horák                             | 13                        | 1                         | 21. září 1898      | 9. listopadu 1899  |
| Námořní kadet (opereta)                                                     | Richard Genée                                     | 13 (13+0)                 | 1 (1+0)                   | 15. dubna 1877     | 30. července 1877  |
| Nocleh v Granadě                                                            | Conradin Kreutzer                                 | 13 (7+6)                  | 4 (3+1)                   | 30. prosince 1862  | 31. října 1889     |
| Ples v opeře (opereta)                                                      | Richard Heuberger                                 | 13                        | 2                         | 19. ledna 1899     | 31. prosince 1929  |
| Adriana Lecouvreur                                                          | Francesco Cilea                                   | 12                        | 1                         | 23. září 2004      | 23. října 2005     |
| Balada o lásce                                                              | Jaroslav Doubrava                                 | 12                        | 1                         | 21. června 1962    | 28. září 1963      |
| Cagliostro, slavný kouzelník (opereta)                                      | Johann Strauss mladší                             | 12 (12+0)                 | 1 (1+0)                   | 19. července 1875  | 20. června 1878    |
| Copernicus                                                                  | Jan Frank Fischer                                 | 12                        | 1                         | 16. března 1984    | 16. května 1985    |
| Čtyřnotová opera                                                            | Tom Johnson                                       | 12                        | 1                         | 2. února 2005      | 10. června 2005    |
| Gejša (opereta)                                                             | Sidney Jones                                      | 12                        | 1                         | 11. května 1899    | 5. listopadu 1899  |
| Chovanština                                                                 | Modest Petrovič Musorgskij                        | 12                        | 1                         | 7. listopadu 1947  | 14. ledna 1949     |
| Jezero Ukereve                                                              | Otmar Mácha                                       | 12                        | 1                         | 27. května 1966    | 2. června 1968     |
| Kolumbus                                                                    | František Škroup                                  | 12                        | 1                         | 3. února 1942      | 26. září 1942      |
| Médium                                                                      | Peter Maxwell Davies                              | 12                        | 1                         | 2. února 2005      | 10. června 2005    |
| Měsíc                                                                       | Carl Orff                                         | 12                        | 1                         | 20. října 2016     | 3. prosince 2017   |
| Ohnivý anděl                                                                | Sergej Prokofjev                                  | 12                        | 1                         | 21. srpna 1981     | 29. listopadu 1982 |
| Armida                                                                      | Christoph Willibald Gluck                         | 11 (11+0)                 | 2 (2+0)                   | 11. dubna 1866     | 28. února 1882     |
| Astorga                                                                     | Johann Joseph Abert                               | 11 (11+0)                 | 3 (3+0)                   | 17. října 1876     | 4. dubna 1883      |
| Babička                                                                     | Antonín Vojtěch Horák                             | 11                        | 1                         | 3. března 1900     | 24. června 1900    |
| Beg Bajazid                                                                 | Ján Cikker                                        | 11                        | 1                         | 13. prosince 1957  | 5. listopadu 1958  |
| Džamilé                                                                     | Georges Bizet                                     | 11                        | 2                         | 17. září 1892      | 30. října 1903     |
| Krakatit                                                                    | Václav Kašlík                                     | 11                        | 2                         | 14. května 1966    | 15. června 2017    |
| Králův mincmistr                                                            | Zbyněk Vostřák                                    | 11                        | 1                         | 25. února 1955     | 28. května 1955    |
| Malíř Rainer                                                                | František Picka                                   | 11                        | 2                         | 28. dubna 1911     | 16. prosince 1918  |
| O neviditelném městě Kitěži                                                 | Nikolaj Andrejevič Rimskij-Korsakov               | 11                        | 1                         | 22. dubna 1938     | 16. dubna 1939     |
| Pouť do Mekky (opereta)                                                     | Ivan Zajc                                         | 11 (11+0)                 | 2 (2+0)                   | 10. září 1869      | 27. prosince 1878  |
| Rienzi                                                                      | Richard Wagner                                    | 11                        | 1                         | 4. října 1991      | 24. března 1992    |
| Svatební noc                                                                | Rudolf Zamrzla                                    | 11                        | 2                         | 24. října 1913     | 20. února 1922     |
| Tkalci                                                                      | Vít Nejedlý                                       | 11                        | 1                         | 23. února 1962     | 16. února 1963     |
| Zahradnice z lásky (La finta giardiniera)                                   | Wolfgang Amadeus Mozart                           | 11                        | 1                         | 25. října 2008     | 18. října 2009     |
| Camargo (opereta)                                                           | Charles Lecocq                                    | 10 (10+0)                 | 1 (1+0)                   | 30. listopadu 1879 | 1. srpna 1880      |
| Děvče ze Západu                                                             | Giacomo Puccini                                   | 10                        | 1                         | 5. dubna 2007      | 19. dubna 2008     |
| Eufrides před branami Tymén                                                 | Josef Berg                                        | 10                        | 1                         | 24. června 1982    | 12. května 1983    |
| Graciella (opereta)                                                         | Charles Lecocq                                    | 10 (10+0)                 | 1 (1+0)                   | 27. ledna 1877     | 8. června 1877     |
| Chudák námořník                                                             | Darius Milhaud                                    | 10                        | 1                         | 18. prosince 1999  | 5. prosince 2000   |
| Karel Škréta                                                                | Karel Bendl                                       | 10                        | 1                         | 11. prosince 1883  | 1. prosince 1885   |
| Král Mrkvička (opereta)                                                     | Jacques Offenbach                                 | 10 (10+0)                 | 1 (1+0)                   | 27. května 1877    | 6. června 1877     |
| Lazzaroni neapolští (opereta)                                               | Ivan Zajc                                         | 10 (10+0)                 | 1 (1+0)                   | 20. dubna 1869     | 20. října 1870     |
| Milenka na střeše (opereta)                                                 | C. F. Conradin                                    | 10 (10+0)                 | 1 (1+0)                   | 3. dubna 1866      | 20. července 1870  |
| Pohádka máje                                                                | Jaroslav Kvapil                                   | 10                        | 1                         | 12. června 1950    | 21. října 1950     |
| Popelička (opereta)                                                         | Gaston Serpette, Victor Roger                     | 10                        | 1                         | 5. září 1892       | 7. prosince 1893   |
| Semjon Kotko                                                                | Sergej Prokofjev                                  | 10                        | 1                         | 4. listopadu 1977  | 25. listopadu 1978 |
| Služka paní                                                                 | Giovanni Battista Pergolesi                       | 10                        | 1                         | 24. června 1982    | 12. května 1983    |
| Strojník Hopkins                                                            | Max Brand                                         | 10                        | 1                         | 7. října 1930      | 1. února 1931      |
| Zahradníkův pes                                                             | Albert Grisar                                     | 10 (7+3)                  | 2 (1+1)                   | 7. listopadu 1872  | 2. února 1885      |
| Zbojnická balada                                                            | Václav Kašlík                                     | 10                        | 1                         | 2. října 1986      | 28. září 1987      |
| Zbrojíř                                                                     | Albert Lortzing                                   | 10 (4+6)                  | 2 (1+1)                   | 22. února 1866     | 10. prosince 1894  |
| Zmařená svatba                                                              | Karel Šebor                                       | 10 (10+0)                 | 0 (0+0)                   | 25. října 1879     | 12. října 1880     |
| Život prostopášníka                                                         | Igor Stravinskij                                  | 10                        | 1                         | 2. června 1972     | 29. března 1973    |
| Belisar                                                                     | Gaetano Donizetti                                 | 9 (9+0)                   | 1 (1+0)                   | 19. dubna 1863     | 1. února 1868      |
| Císař Atlantidy                                                             | Viktor Ullmann                                    | 9                         | 1                         | 30. listopadu 1995 | 20. května 1996    |
| Černé jezero                                                                | Josef Richard Rozkošný                            | 9                         | 1                         | 6. ledna 1906      | 30. dubna 1906     |
| Dítě Tábora                                                                 | Karel Bendl                                       | 9                         | 2                         | 13. března 1892    | 22. prosince 1927  |
| Divadlo za bránou                                                           | Bohuslav Martinů                                  | 9                         | 1                         | 27. března 1968    | 6. dubna 1969      |
| Dom Sebastian                                                               | Gaetano Donizetti                                 | 9 (9+0)                   | 2 (2+0)                   | 8. listopadu 1867  | 19. května 1874    |
| Ifigenie v Aulidě                                                           | Christoph Willibald Gluck                         | 9 (5+4)                   | 2 (1+1)                   | 9. dubna 1872      | 11. června 1921    |
| Ilseino srdce                                                               | Rudolf Karel                                      | 9                         | 1                         | 11. listopadu 1924 | 5. února 1925      |
| Kamilla                                                                     | Ludvík Čelanský                                   | 9                         | 1                         | 23. října 1897     | 29. listopadu 1899 |
| Krapp aneb Poslední páska                                                   | Marcel Mihalovici                                 | 9                         | 1                         | 16. října 2013     | 9. března 2005     |
| Lolita                                                                      | Rodion Ščedrin                                    | 9                         | 1                         | 3. října 2019      | 10. ledna 2020     |
| Mazepa                                                                      | Petr Iljič Čajkovskij                             | 9                         | 1                         | 15. září 1934      | 23. listopadu 1934 |
| Mikuláš                                                                     | Josef Richard Rozkošný                            | 9 (9+0)                   | 1 (1+0)                   | 5. prosince 1870   | 6. prosince 1871   |
| Mistr Jeroným                                                               | Ivo Jirásek                                       | 9                         | 1                         | 12. října 1984     | 21. května 1985    |
| Noc ve Florencii                                                            | Ladislav Zavrtal                                  | 9 (9+0)                   | 2 (2+0)                   | 20. března 1880    | 23. února 1883     |
| Osud                                                                        | Leoš Janáček                                      | 9                         | 1                         | 19. dubna 2002     | 31. ledna 2004     |
| Peer Gynt                                                                   | Werner Egk                                        | 9                         | 1                         | 12. června 1941    | 19. září 1941      |
| Polský žid                                                                  | Karel Weis                                        | 9                         | 1                         | 18. června 1926    | 24. února 1927     |
| Poslední Mohykán (Poslední Mohikáni) (opereta)                              | Richard Genée                                     | 9 (9+0)                   | 1 (1+0)                   | 14. srpna 1879     | 10. ledna 1880     |
| Princ Metusalem (opereta)                                                   | Johann Strauss mladší                             | 9 (9+0)                   | 1 (1+0)                   | 24. února 1878     | 11. listopadu 1880 |
| Siegfried                                                                   | Richard Wagner                                    | 9                         | 2                         | 23. března 1932    | 20. května 2005    |
| Slzy nože                                                                   | Bohuslav Martinů                                  | 9                         | 1                         | 24. června 1982    | 12. května 1983    |
| Stoja                                                                       | Josef Richard Rozkošný                            | 9                         | 1                         | 6. června 1894     | 18. srpna 1895     |
| Templáři na Moravě                                                          | Karel Šebor                                       | 9 (9+0)                   | 2 (2+0)                   | 19. října 1865     | 17. září 1867      |
| Tři vlasy děda Vševěda                                                      | Rudolf Karel                                      | 9                         | 1                         | 28. října 1948     | 10. dubna 1949     |
| Tulák                                                                       | Xavier Leroux                                     | 9                         | 1                         | 2. února 1909      | 2. září 1909       |
| Vlast (Vlasť)                                                               | Émile Paladilhe                                   | 9                         | 1                         | 28. dubna 1887     | 7. listopadu 1887  |
| Zítek                                                                       | Vilém Blodek                                      | 9                         | 1                         | 3. října 1934      | 5. ledna 1935      |
| Zkouška na operu                                                            | Albert Lortzing                                   | 9                         | 1                         | 10. října 1915     | 30. prosince 1915  |
| Ženichové                                                                   | Karel Kovařovic                                   | 9                         | 1                         | 13. května 1884    | 13. září 1884      |
| Albert Herring                                                              | Benjamin Britten                                  | 8                         | 1                         | 11. února 1966     | 27. prosince 1966  |
| Beatrys                                                                     | Ignaz Lilien                                      | 8                         | 1                         | 1. dubna 1931      | 17. června 1931    |
| Bianca a Giuseppe (Francouzové před Nizzou)                                 | Jan Bedřich Kittl                                 | 8 (3+5)                   | 3 (1+2)                   | 20. září 1875      | 3. června 2003     |
| Dáma a lupiči                                                               | Ilja Hurník                                       | 8                         | 1                         | 25. června 1992    | 28. února 1993     |
| Den a noc (opereta)                                                         | Charles Lecocq                                    | 8 (8+0)                   | 1 (1+0)                   | 15. dubna 1882     | 29. července 1882  |
| Divadelní ředitel                                                           | Wolfgang Amadeus Mozart                           | 8                         | 2                         | 11. dubna 1916     | 19. ledna 1937     |
| Dopisy, hádanky a příkazy                                                   | Michael Nyman                                     | 8                         | 1                         | 4. dubna 2019      | 27. října 2019     |
| Fantom, čili Krvavá opera                                                   | Petr Kofroň, Zdeněk Plachý, Jiří Šimáček          | 8                         | 1                         | 23. března 2005    | 11. dubna 2005     |
| Filemon a Baucis                                                            | Charles Gounod                                    | 8                         | 1                         | 28. listopadu 1892 | 19. dubna 1894     |
| Gloriana                                                                    | Benjamin Britten                                  | 8                         | 1                         | 3. března 2012     | 16. února 2014     |
| Jidáš Iškariotský                                                           | Rudolf Zamrzla                                    | 8                         | 1                         | 19. dubna 1930     | 11. června 1930    |
| Karneval v Římě (opereta)                                                   | Johann Strauss mladší                             | 8 (8+0)                   | 1 (1+0)                   | 22. července 1882  | 28. září 1882      |
| Klasika                                                                     | Steven Stucky                                     | 8                         | 1                         | 4. dubna 2019      | 27. října 2019     |
| Královské děti                                                              | Engelbert Humperdinck                             | 8                         | 1                         | 10. září 1942      | 28. října 1942     |
| Lidský hlas                                                                 | Francis Poulenc                                   | 8                         | 1                         | 14. září 1972      | 18. března 1973    |
| Man and Boy: Dada                                                           | Michael Nyman                                     | 8                         | 1                         | 4. prosince 2004   | 29. května 2005    |
| Maškarní ples krále Gustava III.                                            | Daniel Auber                                      | 8 (8+0)                   | 1 (1+0)                   | 26. ledna 1869     | 17. listopadu 1870 |
| Na Alpách                                                                   | Adolphe Adam                                      | 8 (8+0)                   | 1 (1+0)                   | 25. ledna 1871     | 27. února 1873     |
| Nepokoření                                                                  | Julius Kalaš                                      | 8                         | 1                         | 28. dubna 1961     | 6. října 1961      |
| Poslední hejtman                                                            | Miroslav Krejčí                                   | 8                         | 1                         | 18. března 1948    | 9. ledna 1949      |
| Probuzený lev (opereta)                                                     | Johann Brandl                                     | 8 (8+0)                   | 1 (1+0)                   | 25. února 1873     | 18. března 1875    |
| Rusalka                                                                     | Alexandr Sergejevič Dargomyžskij                  | 8                         | 1                         | 23. listopadu 1889 | 20. dubna 1890     |
| Silnice                                                                     | Václav Kašlík                                     | 8                         | 1                         | 13. ledna 1982     | 1. prosince 1982   |
| Španělská hodinka                                                           | Maurice Ravel                                     | 8                         | 1                         | 14. září 1972      | 18. března 1973    |
| Útok na mlýn                                                                | Karel Weis                                        | 8                         | 1                         | 29. března 1912    | 27. května 1912    |
| Válka s mloky                                                               | Vladimír Franz                                    | 8                         | 1                         | 10. ledna 2013     | 25. června 2014    |
| Vánoční stromek                                                             | Vladimír Ivanovič Rebikov                         | 8                         | 1                         | 27. listopadu 1906 | 23. prosince 1907  |
| Vojsko v dívčím ústavě (opereta)                                            | Louis Varney                                      | 8 (5+3)                   | 2 (1+1)                   | 1. září 1882       | 19. srpna 1884     |
| A jitra jsou zde tichá...                                                   | Kirill Vladimirovič Molčanov                      | 7                         | 1                         | 6. května 1975     | 7. listopadu 1976  |
| Angelika                                                                    | Jacques Ibert                                     | 7                         | 1                         | 13. ledna 1937     | 4. března 1937     |
| Bastien a Bastienka                                                         | Wolfgang Amadeus Mozart                           | 7                         | 1                         | 18. října 1947     | 27. prosince 1947  |
| Bojarská svatba                                                             | Karel Weis                                        | 7                         | 1                         | 18. února 1943     | 12. února 1944     |
| Cikánka                                                                     | Michael William Balfe                             | 7 (7+0)                   | 1 (1+0)                   | 15. listopadu 1863 | 28. září 1864      |
| Coriolanus                                                                  | Ján Cikker                                        | 7                         | 1                         | 4. dubna 1974      | 24. června 1974    |
| Hans Heiling (Jan Heiling)                                                  | Heinrich Marschner                                | 7                         | 2                         | 28. dubna 1889     | 29. května 1908    |
| Hra o lásce a smrti                                                         | Ján Cikker                                        | 7                         | 1                         | 27. ledna 1983     | 25. října 1983     |
| Josef v Egyptě (Josef a bratří jeho)                                        | Étienne-Nicolas Méhul                             | 7 (5+2)                   | 3 (2+1)                   | 15. srpna 1863     | 4. února 1892      |
| Královnin omyl                                                              | Emil Němeček                                      | 7                         | 1                         | 28. dubna 1922     | 22. února 1923     |
| Kristus na hoře Olivetské (oratorium)                                       | Ludwig van Beethoven                              | 7                         | 1                         | 1. dubna 1927      | 7. června 1927     |
| Léto                                                                        | Miroslav Krejčí                                   | 7                         | 1                         | 4. prosince 1940   | 2. ledna 1941      |
| Medicejští (Medici)                                                         | Ruggero Leoncavallo                               | 7                         | 1                         | 5. ledna 1895      | 19. dubna 1895     |
| Nevinné ovečky (opereta)                                                    | Louis Varney                                      | 7                         | 1                         | 6. ledna 1897      | 20. února 1897     |
| Orfeus                                                                      | Claudio Monteverdi                                | 7                         | 1                         | 3. května 2007     | 25. ledna 2008     |
| Pan "Vévoda" aneb Spiknutí v Montefiaskone (opereta)                        | Jacques Offenbach                                 | 7 (7+0)                   | 1 (1+0)                   | 30. května 1875    | 15. prosince 1875  |
| Písařská louka (Souboj)                                                     | Ferdinand Hérold                                  | 7 (7+0)                   | 1 (1+0)                   | 14. listopadu 1873 | 20. listopadu 1874 |
| Pod jabloní                                                                 | Josef Suk                                         | 7                         | 1                         | 31. ledna 1934     | 8. září 1935       |
| Před slunce východem                                                        | Emil František Burian                             | 7                         | 1                         | 24. listopadu 1925 | 15. dubna 1926     |
| Satyr                                                                       | Pavel Bořkovec                                    | 7                         | 1                         | 8. října 1942      | 18. prosince 1942  |
| Strašidlo v zámku                                                           | Jaroslav Křička                                   | 7                         | 1                         | 10. října 1933     | 4. listopadu 1933  |
| U věrného pastýře                                                           | Adolphe Adam                                      | 7 (4+3)                   | 2 (1+1)                   | 17. prosince 1869  | 3. dubna 1886      |
| Velký Kazimír (opereta)                                                     | Charles Lecocq, Johann Brandl                     | 7 (7+0)                   | 1 (1+0)                   | 5. července 1879   | 20. srpna 1879     |
| Veronika                                                                    | Rafael Kubelík                                    | 7                         | 1                         | 27. dubna 1948     | 14. června 1948    |
| Veselé námluvy                                                              | Jan Malát                                         | 7                         | 1                         | 27. června 1940    | 14. září 1940      |
| Billy Budd                                                                  | Benjamin Britten                                  | 6                         | 1                         | 18. ledna 2018     | 27. dubna 2018     |
| Bloud                                                                       | Josef Bohuslav Foerster                           | 6                         | 1                         | 28. února 1936     | 23. dubna 1936     |
| Carská nevěsta                                                              | Nikolaj Andrejevič Rimskij-Korsakov               | 6                         | 1                         | 4. prosince 1902   | 23. února 1904     |
| Cech písařů                                                                 | André Messager                                    | 6                         | 1                         | 26. února 1892     | 22. dubna 1892     |
| Cesta do Afriky (opereta)                                                   | Franz von Suppé                                   | 6 (6+0)                   | 1 (1+0)                   | 1. června 1883     | 18. června 1883    |
| Dr. Piccolo (opereta)                                                       | Charles Lecocq                                    | 6 (6+0)                   | 1 (1+0)                   | 5. srpna 1877      | 13. listopadu 1877 |
| Jánošík                                                                     | Karel Hába                                        | 6                         | 1                         | 23. února 1934     | 28. května 1934    |
| Julien                                                                      | Gustave Charpentier                               | 6                         | 1                         | 20. května 1914    | 17. června 1914    |
| Koštana                                                                     | Petar Konjović                                    | 6                         | 1                         | 14. prosince 1935  | 22. ledna 1936     |
| Král Pafuncio aneb Ztracený talisman (opereta)                              | Rudolf Bial                                       | 6 (6+0)                   | 1 (1+0)                   | 15. září 1877      | 22. prosince 1877  |
| Král Roger                                                                  | Karol Szymanowski                                 | 6                         | 1                         | 21. října 1932     | 15. prosince 1932  |
| Královna Fiammetta                                                          | Xavier Leroux                                     | 6                         | 1                         | 13. října 1907     | 4. listopadu 1907  |
| Legenda z Erinu                                                             | Otakar Ostrčil                                    | 6                         | 1                         | 14. března 1923    | 26. dubna 1923     |
| Májová noc                                                                  | Nikolaj Andrejevič Rimskij-Korsakov               | 6                         | 1                         | 31. srpna 1896     | 22. února 1897     |
| Mistr Jíra                                                                  | Jaroslav Vogel                                    | 6                         | 1                         | 30. března 1926    | 27. května 1926    |
| Noc Šimona a Judy                                                           | Karel Kovařovic                                   | 6                         | 1                         | 5. listopadu 1892  | 24. února 1893     |
| Ohně zmar                                                                   | Richard Strauss                                   | 6                         | 1                         | 12. listopadu 1912 | 27. ledna 1913     |
| Olympiáda                                                                   | Josef Mysliveček                                  | 6                         | 1                         | 2. května 2013     | 16. října 2015     |
| Paličatý švec                                                               | Jan Evangelista Zelinka                           | 6                         | 1                         | 28. března 1944    | 7. května 1944     |
| Paní a pan Denis (Monsieur a Madame Denis) (opereta)                        | Jacques Offenbach                                 | 6 (2+4)                   | 2 (1+1)                   | 15. ledna 1868     | 29. června 1896    |
| Příšerné děti (Les enfants terribles)                                       | Philip Glass                                      | 6                         | 1                         | 17. června 2011    | 24. června 2011    |
| Semiramis                                                                   | Gioacchino Rossini                                | 6 (6+0)                   | 2 (2+0)                   | 25. června 1864    | 20. dubna 1871     |
| Slib                                                                        | Karel Kovařovic                                   | 6                         | 1                         | 9. prosince 1921   | 9. října 1922      |
| Smrt Klinghofera                                                            | John Adams                                        | 6                         | 1                         | 22. května 2003    | 15. října 2003     |
| Stáňa                                                                       | Jan Malát                                         | 6                         | 1                         | 30. června 1899    | 10. května 1900    |
| Toto (opereta)                                                              | Antoine-Anatole Banès                             | 6                         | 1                         | 14. března 1894    | 20. dubna 1894     |
| Vlasty skon                                                                 | Otakar Ostrčil                                    | 6                         | 1                         | 14. prosince 1904  | 27. května 1905    |
| Vodař                                                                       | Luigi Cherubini                                   | 6 (2+4)                   | 2 (1+1)                   | 20. listopadu 1862 | 27. listopadu 1862 |
| Záboj                                                                       | Emanuel Chvála                                    | 6                         | 1                         | 9. března 1918     | 13. prosince 1918  |
| Amaya                                                                       | Jesús Guridi                                      | 5                         | 1                         | 28. června 1941    | 9. září 1941       |
| Andrea Crini                                                                | Hanuš Trneček                                     | 5                         | 1                         | 2. února 1900      | 30. března 1900    |
| Antigona                                                                    | Iša Krejčí                                        | 5                         | 1                         | 27. března 1968    | 3. října 1968      |
| Cornill Schut                                                               | Antonio Smareglia                                 | 5                         | 1                         | 20. května 1893    | 8. června 1893     |
| Čajové kvítko (opereta)                                                     | Charles Lecocq                                    | 5 (5+0)                   | 1 (1+0)                   | 30. prosince 1875  | 6. února 1876      |
| Devátá louka                                                                | Jan Evangelista Zelinka                           | 5                         | 1                         | 19. září 1931      | 9. října 1931      |
| Don Hrabal                                                                  | Miloš Orson Štědroň                               | 5                         | 1                         | 14. prosince 2017  | 12. dubna 2019     |
| Etienne Marcel                                                              | Camille Saint-Saëns                               | 5                         | 1                         | 19. března 1887    | 13. dubna 1887     |
| Evangelista                                                                 | Wilhelm Kienzl                                    | 5                         | 1                         | 19. října 1904     | 4. prosince 1904   |
| Fanchonin kolovrátek (opereta)                                              | Louis Varney                                      | 5                         | 1                         | 3. června 1893     | 25. června 1893    |
| Jacobowsky a plukovník                                                      | Giselher Wolfgang Klebe                           | 5                         | 1                         | 20. května 1967    | 2. prosince 1967   |
| Jeremias (oratorium)                                                        | Petr Eben                                         | 5                         | 1                         | 25. května 1997    | 2. dubna 1999      |
| Kapuleti a Montekové (Montechi a Kapuletti)                                 | Vincenzo Bellini                                  | 5 (5+0)                   | 2 (2+0)                   | 11. prosince 1862  | 14. července 1874  |
| Krásná Genovefa z Brabantu (opereta)                                        | Jacques Offenbach                                 | 5 (5+0)                   | 1 (1+0)                   | 13. května 1871    | 22. května 1871    |
| Krejčové z východu (opereta)                                                | Anton Maria Storch                                | 5 (5+0)                   | 1 (1+0)                   | 14. prosince 1868  | 20. srpna 1869     |
| Krištof Kolumbus                                                            | Alberto Franchetti                                | 5                         | 1                         | 10. června 1896    | 7. července 1896   |
| Lacrimae Alexandri Magni (Slzy Alexandra Velikého)                          | Tomáš Hanzlík                                     | 5                         | 1                         | 25. ledna 2007     | 17. února 2007     |
| Láska lékařem                                                               | Ermanno Wolf-Ferrari                              | 5                         | 1                         | 2. února 1914      | 26. února 1914     |
| Lásky hra osudná                                                            | Zdeněk Folprecht                                  | 5                         | 1                         | 11. listopadu 1966 | 22. ledna 1967     |
| Mara                                                                        | Ferdinand Hummel                                  | 5                         | 1                         | 28. listopadu 1894 | 30. dubna 1895     |
| Markytánka                                                                  | Benjamin Godard                                   | 5                         | 1                         | 25. února 1897     | 11. dubna 1897     |
| Měsíčnice (Náměsíčnice) (opereta)                                           | Ivan Zajc                                         | 5 (5+0)                   | 1 (1+0)                   | 28. dubna 1871     | 28. února 1872     |
| Milkování                                                                   | František Neumann                                 | 5                         | 1                         | 14. listopadu 1911 | 2. ledna 1912      |
| Miss Nicol-Nick (opereta)                                                   | Victor Roger                                      | 5                         | 1                         | 14. srpna 1896     | 13. září 1896      |
| Most                                                                        | Jarmil Burghauser                                 | 5                         | 1                         | 31. března 1967    | 8. října 1967      |
| Pařížské zelenářky (opereta)                                                | Jacques Offenbach                                 | 5 (5+0)                   | 1 (1+0)                   | 8. července 1871   | 12. října 1871     |
| Rantzauové                                                                  | Pietro Mascagni                                   | 5                         | 1                         | 2. května 1893     | 21. června 1893    |
| Reservistka (opereta)                                                       | Victor Roger                                      | 5                         | 1                         | 23. ledna 1896     | 29. března 1896    |
| Simson                                                                      | Rudolf Zamrzla                                    | 5                         | 1                         | 5. března 1921     | 11. května 1921    |
| Selská bouře                                                                | Ludvík Lošťák                                     | 5                         | 1                         | 26. dubna 1899     | 30. června 1899    |
| Tajné manželství                                                            | Domenico Cimarosa                                 | 5 (3+2)                   | 2 (1+1)                   | 17. prosince 1872  | 28. dubna 1914     |
| The Angels                                                                  | Lukáš Hurník                                      | 5                         | 1                         | 1. června 2006     | 8. června 2006     |
| Tramvestie                                                                  | Petr Wajsar                                       | 5                         | 1                         | 17. dubna 2019     | 23. června 2019    |
| Tři příběhy (Three Tales)                                                   | Steve Reich                                       | 5                         | 1                         | 3. prosince 2016   | 10. ledna 2017     |
| Undina                                                                      | Albert Lortzing                                   | 5                         | 1                         | 30. března 1928    | 14. dubna 1928     |
| Vesnický lazebník (aneb Šunka zhojí každou nemoc)                           | Johann Schenk                                     | 5 (5+0)                   | 2 (2+0)                   | 12. března 1866    | 14. června 1870    |
| Vladimír, bohův zvolenec                                                    | František Zdeněk Skuherský                        | 5 (5+0)                   | 1 (1+0)                   | 27. září 1863      | 15. ledna 1865     |
| Vzorná rodina                                                               | Francesco Benizzo                                 | 5                         | 1                         | 13. února 1895     | 21. února 1895     |
| Zjevy duší (Přízraky)                                                       | Stanisław Moniuszko                               | 5                         | 2                         | 31. října 1899     | 5. ledna 1949      |
| Zkrocení zlé ženy                                                           | Hermann Goetz                                     | 5                         | 1                         | 4. listopadu 1909  | 9. prosince 1909   |
| Žena a bůh                                                                  | Karel Boleslav Jirák                              | 5                         | 1                         | 2. března 1937     | 22. dubna 1937     |
| Amaranta                                                                    | Hanuš Trneček                                     | 4                         | 1                         | 16. listopadu 1890 | 27. listopadu 1890 |
| Blanka                                                                      | Karel Šebor                                       | 4 (4+0)                   | 1 (1+0)                   | 8. března 1870     | 17. března 1870    |
| Břetislav                                                                   | Karel Bendl                                       | 4 (4+0)                   | 1 (1+0)                   | 18. září 1870      | 27. září 1870      |
| Capitaine Henriot                                                           | François-Auguste Gevaert                          | 4 (4+0)                   | 1 (1+0)                   | 2. června 1874     | 7. ledna 1875      |
| Čarodějka                                                                   | Ruperto Chapí                                     | 4                         | 1                         | 13. listopadu 1895 | 22. prosince 1895  |
| Dceruška hostinského                                                        | Jan Evangelista Zelinka                           | 4                         | 1                         | 24. února 1925     | 28. dubna 1925     |
| Dítě a kouzla                                                               | Maurice Ravel                                     | 4                         | 1                         | 12. února 1927     | 14. března 1927    |
| Enšpígl                                                                     | Otakar Jeremiáš                                   | 4                         | 1                         | 13. května 1949    | 9. června 1949     |
| Fetiš (opereta)                                                             | Victor Roger                                      | 4                         | 1                         | 7. července 1893   | 16. července 1893  |
| Fortunio                                                                    | André Messager                                    | 4                         | 1                         | 25. září 1909      | 18. října 1909     |
| Istarská svatba                                                             | Antonio Smareglia                                 | 4                         | 1                         | 14. října 1896     | 26. října 1896     |
| Jasice                                                                      | Jindřich Vojáček                                  | 4                         | 1                         | 16. ledna 1935     | 5. února 1935      |
| Jonny vyhrává                                                               | Ernst Křenek                                      | 4                         | 1                         | 1. 1. default 2019 | 20. března 2019    |
| Kdybych byl králem                                                          | Adolphe Adam                                      | 4 (4+0)                   | 1 (1+0)                   | 15. ledna 1875     | 12. února 1875     |
| Lost Objects                                                                | Michael Gordon, David Lang, Julia Wolfe           | 4                         | 1                         | 17. prosince 2015  | 24. ledna 2016     |
| Marie Potocká                                                               | Leopold Eugen Měchura                             | 4 (2+2)                   | 2 (1+1)                   | 13. ledna 1871     | 1. června 2003     |
| Matka                                                                       | Alois Hába                                        | 4                         | 1                         | 11. května 1964    | 5. června 1964     |
| Matka Míla                                                                  | Karel Bendl                                       | 4                         | 1                         | 25. června 1895    | 20. listopadu 1895 |
| Nepřítelkyně kardinála Mazarina (opereta)                                   | Charles Lecocq                                    | 4 (4+0)                   | 1 (1+0)                   | 1. března 1881     | 20. března 1881    |
| Panna orleánská                                                             | Petr Iljič Čajkovskij                             | 4 (4+0)                   | 1 (1+0)                   | 28. července 1882  | 20. října 1882     |
| Podobizna Manony                                                            | Jules Massenet                                    | 4                         | 1                         | 28. prosince 1895  | 16. ledna 1896     |
| Pověst o Ysu                                                                | Édouard Lalo                                      | 4                         | 1                         | 17. května 1902    | 1. července 1902   |
| Přísaha aneb Penězokazi                                                     | Daniel Auber                                      | 4 (4+0)                   | 1 (1+0)                   | 31. ledna 1866     | 21. června 1866    |
| Ruy Blas                                                                    | Filippo Marchetti                                 | 4 (4+0)                   | 1 (1+0)                   | 25. října 1881     | 23. listopadu 1881 |
| Řeka Sumida (Curlew River)                                                  | Benjamin Britten                                  | 4                         | 1                         | 29. listopadu 2005 | 31. prosince 2005  |
| Satanela                                                                    | Josef Richard Rozkošný                            | 4                         | 1                         | 5. října 1898      | 24. října 1898     |
| Sen lesa                                                                    | Ladislav Prokop                                   | 4                         | 1                         | 7. června 1907     | 4. června 1908     |
| Sníh                                                                        | Daniel Auber                                      | 4 (4+0)                   | 1 (1+0)                   | 6. prosince 1863   | 25. července 1864  |
| Strašidelný zámek (Strašný dvůr)                                            | Stanisław Moniuszko                               | 4                         | 1                         | 29. října 1891     | 16. listopadu 1891 |
| Tři Pintové                                                                 | Carl Maria von Weber a Gustav Mahler              | 4                         | 1                         | 17. ledna 2012     | 31. května 2012    |
| Ztracený syn                                                                | Claude Debussy                                    | 4                         | 1                         | 8. února 1939      | 24. února 1939     |
| Bukovín                                                                     | Zdeněk Fibich                                     | 3 (3+0)                   | 1 (1+0)                   | 16. dubna 1874     | 26. dubna 1874     |
| Diamanty koruny                                                             | Daniel Auber                                      | 3 (3+0)                   | 1 (1+0)                   | 4. prosince 1865   | 10. prosince 1865  |
| Divá Bára                                                                   | Adolf Piskáček                                    | 3                         | 1                         | 11. března 1910    | 17. března 1910    |
| Ďáblův podíl                                                                | Daniel Auber                                      | 3 (3+0)                   | 1 (1+0)                   | 25. listopadu 1882 | 28. listopadu 1882 |
| Favoritka (Favorita)                                                        | Gaetano Donizetti                                 | 3                         | 1                         | 6. prosince 1889   | 13. března 1890    |
| Galatea                                                                     | Victor Massé                                      | 3 (3+0)                   | 1 (1+0)                   | 17. prosince 1873  | 24. ledna 1874     |
| Guido a Ginevra                                                             | Jacques Fromental Halévy                          | 3 (3+0)                   | 1 (1+0)                   | 5. února 1879      | 11. února 1879     |
| Hamlet                                                                      | Ambroise Thomas                                   | 3 (3+0)                   | 1 (1+0)                   | 2. dubna 1877      | 20. dubna 1877     |
| Harold                                                                      | Eduard Nápravník                                  | 3                         | 1                         | 23. března 1888    | 4. dubna 1888      |
| Hjördis                                                                     | Karel Moor                                        | 3                         | 1                         | 22. října 1905     | 10. listopadu 1905 |
| Ifigenie na Tauridě                                                         | Christoph Willibald Gluck                         | 3                         | 1                         | 6. června 1890     | 25. června 1890    |
| Jan Lotarinský                                                              | Victorin de Joncières                             | 3                         | 1                         | 17. března 1889    | 27. března 1889    |
| Jarmila                                                                     | Theodor Václav Bradský                            | 3 (3+0)                   | 1 (1+0)                   | 28. března 1879    | 2. dubna 1879      |
| Jessonda                                                                    | Louis Spohr                                       | 3 (3+0)                   | 1 (1+0)                   | 26. února 1869     | 11. března 1869    |
| Krakonoš                                                                    | August Conradi                                    | 3 (3+0)                   | 1 (1+0)                   | 12. března 1866    | 18. června 1866    |
| Lékař z donucení                                                            | Charles Gounod                                    | 3                         | 1                         | 22. června 1911    | 10. srpna 1911     |
| Lovci perel                                                                 | Georges Bizet                                     | 3                         | 1                         | 17. ledna 1889     | 8. února 1889      |
| Mislav (opereta)                                                            | Ivan Zajc                                         | 3 (3+0)                   | 1 (1+0)                   | 26. prosince 1871  | 2. ledna 1872      |
| Montezuma (La Conquista)                                                    | Lorenzo Ferrero                                   | 3                         | 1                         | 12. března 2005    | 7. dubna 2005      |
| Mozart a Šikanedr (adaptace Divadelního ředitele)                           | Wolfgang Amadeus Mozart, Ludwig Wilhelm Schneider | 3 (3+0)                   | 1 (1+0)                   | 12. března 1875    | 18. března 1875    |
| Myrrha                                                                      | Ladislav Zavrtal                                  | 3                         | 1                         | 7. listopadu 1886  | 22. listopadu 1886 |
| Nanon, Ninon a Maintenon (opereta)                                          | Richard Genée                                     | 3 (3+0)                   | 1 (1+0)                   | 5. června 1878     | 17. června 1878    |
| Natalie                                                                     | Jindřich Hartl                                    | 3                         | 1                         | 27. června 1887    | 5. července 1887   |
| Nižegorodci                                                                 | Eduard Nápravník                                  | 3 (3+0)                   | 1 (1+0)                   | 5. listopadu 1875  | 15. listopadu 1875 |
| Perdita                                                                     | Josef Nešvera                                     | 3                         | 1                         | 21. května 1897    | 1. června 1897     |
| Pierrot a Violetta aneb Tatrmánek (opereta)                                 | Adolphe Adam                                      | 3 (3+0)                   | 1 (1+0)                   | 6. prosince 1867   | 26. prosince 1867  |
| Radhošť                                                                     | Josef Nešvera                                     | 3                         | 1                         | 3. října 1906      | 20. října 1906     |
| Rajská zahrada                                                              | Emil Němeček                                      | 3                         | 1                         | 27. ledna 1933     | 25. února 1933     |
| Rektor a generál                                                            | František Zdeněk Skuherský                        | 3 (3+0)                   | 1 (1+0)                   | 28. března 1873    | 14. dubna 1873     |
| Starý král                                                                  | Jaroslav Jeremiáš                                 | 3                         | 1                         | 13. dubna 1919     | 24. dubna 1919     |
| Stvoření světa                                                              | Joseph Haydn                                      | 3                         | 1                         | 15. září 1997      | 27. října 1997     |
| Soumrak bohů                                                                | Richard Wagner                                    | 3                         | 1                         | 14. května 2005    | 22. května 2005    |
| Švanda dudák                                                                | Karel Bendl                                       | 3                         | 1                         | 29. dubna 1907     | 15. května 1907    |
| Švédové v Praze                                                             | Jan Nepomuk Škroup                                | 3 (3+0)                   | 1 (1+0)                   | 22. dubna 1867     | 30. dubna 1867     |
| Vij                                                                         | Karel Moor                                        | 3                         | 1                         | 14. července 1903  | 21. září 1903      |
| Záviš z Falkenštejna                                                        | Josef Richard Rozkošný                            | 3 (3+0)                   | 1 (1+0)                   | 14. října 1877     | 19. října 1877     |
| Antigona                                                                    | Josef Mysliveček                                  | 2                         | 1                         | 1. září 2006       | 3. září 2006       |
| Čarovné housle (opereta)                                                    | Jacques Offenbach                                 | 2 (2+0)                   | 1 (1+0)                   | 18. května 1867    | 11. června 1867    |
| Holubice                                                                    | Charles Gounod                                    | 2 (2+0)                   | 1 (1+0)                   | 22. září 1873      | 3. října 1873      |
| Hraběnka Dubarry (opereta)                                                  | Carl Millöcker                                    | 2 (2+0)                   | 1 (1+0)                   | 18. dubna 1880     | 19. dubna 1880     |
| Jan z Paříže                                                                | François Adrien Boieldieu                         | 2 (2+0)                   | 1 (1+0)                   | 30. dubna 1866     | 6. května 1866     |
| Krakonoš                                                                    | Josef Richard Rozkošný                            | 2                         | 1                         | 18. října 1889     | 22. října 1889     |
| Láska tří králů                                                             | Italo Montemezzi                                  | 2                         | 1                         | 16. dubna 1916     | 29. dubna 1916     |
| Lesův pán                                                                   | Váša Suk                                          | 2                         | 1                         | 5. dubna 1903      | 7. dubna 1903      |
| Lora                                                                        | František Zdeněk Skuherský                        | 2 (2+0)                   | 1 (1+0)                   | 13. dubna 1868     | 13. dubna 1868     |
| Maria di Rohan                                                              | Gaetano Donizetti                                 | 2 (2+0)                   | 1 (1+0)                   | 14. května 1865    | 5. června 1865     |
| Mikado (opereta)                                                            | Arthur Sullivan                                   | 2                         | 1                         | 20. září 1903      | 25. září 1903      |
| Mořský geus                                                                 | František Škroup                                  | 2                         | 1                         | 27. března 2003    | 2. června 2003     |
| Oberon                                                                      | Pavel Vranický                                    | 2                         | 1                         | 23. dubna 1969     | 3. června 1969     |
| Persefona                                                                   | Igor Stravinskij                                  | 2                         | 1                         | 23. května 2013    | 28. května 2013    |
| Poslední pokušení                                                           | Joonas Kokkonen                                   | 2                         | 1                         | 12. června 2005    | 14. června 2005    |
| Spanilá mlynářka                                                            | Josef Klička                                      | 2                         | 1                         | 10. června 1886    | 13. června 1886    |
| Ughlu                                                                       | Adolf Piskáček                                    | 2                         | 1                         | 27. června 1914    | 7. července 1914   |
| Urvasi                                                                      | Wilhelm Kienzl                                    | 2                         | 1                         | 22. května 1889    | 27. května 1889    |
| Zajatá                                                                      | Hynek Vojáček                                     | 2 (2+0)                   | 1 (1+0)                   | 13. března 1869    | 31. března 1869    |
| Apollo et Hyacinthus                                                        | Wolfgang Amadeus Mozart                           | 1                         | 1                         | 29. ledna 2006     | 29. ledna 2006     |
| Árie k nezaplacení                                                          | hans w. koch, Zdeněk Plachý, Jiří Šimáček         | 1                         | 1                         | 20. října 2002     | 20. října 2002     |
| Beng!                                                                       | Jiří Doubek                                       | 1                         | 1                         | 18. června 2006    | 18. června 2006    |
| Beze dne a bez noci                                                         | Roman Z. Novák                                    | 1                         | 1                         | 30. října 2005     | 30. října 2005     |
| Blumfeld – starší mládenec                                                  | Michael Keprt                                     | 1                         | 1                         | 9. června 2003     | 9. června 2003     |
| Břehy Gangy                                                                 | Michael Keprt                                     | 1                         | 1                         | 9. června 2003     | 9. června 2003     |
| Coronide                                                                    | Vít Zouhar                                        | 1                         | 1                         | 5. prosince 2004   | 5. prosince 2004   |
| Doktor Pandolfo (opereta)                                                   | Stanisław Duniecki                                | 1 (1+0)                   | 1 (1+0)                   | 11. prosince 1869  | 11. prosince 1869  |
| Don Juan v pekle                                                            | Karel Škarka                                      | 1                         | 1                         | 10. listopadu 2002 | 10. listopadu 2002 |
| Florentinská tragédie                                                       | Alexander Zemlinsky                               | 1                         | 1                         | 29. března 1992    | 29. března 1992    |
| Infantčiny narozeniny (Trpaslík)                                            | Alexander Zemlinsky                               | 1                         | 1                         | 29. března 1992    | 29. března 1992    |
| Lidská tragikomedie                                                         | Miloš Štědroň mladší                              | 1                         | 1                         | 23. března 2003    | 23. března 2003    |
| Maloměšťáci                                                                 | Theodor Veidl                                     | 1                         | 1                         | 19. ledna 2006     | 19. ledna 2006     |
| MrTVÁ?                                                                      | Markéta Dvořáková, Ivo Medek                      | 1                         | 1                         | 17. října 2004     | 17. října 2004     |
| Mysterium fidei                                                             | Pavel Smutný                                      | 1                         | 1                         | 27. března 2004    | 27. března 2004    |
| Náměsíčná                                                                   | Vincenzo Bellini                                  | 1 (1+0)                   | 1 (1+0)                   | 7. dubna 1865      | 7. dubna 1865      |
| Noemova potopa                                                              | Benjamin Britten                                  | 1                         | 1                         | 2. října 2016      | 2. října 2016      |
| Nová země                                                                   | Alois Hába                                        | 1                         | 1                         | 12. prosince 2014  | 12. prosince 2014  |
| Sasíci v Čechách                                                            | Miroslav Pudlák                                   | 1                         | 1                         | 16. května 2004    | 16. května 2004    |
| Serežán (opereta)                                                           | Johann Nepomuk Köck (Koeck)                       | 1 (1+0)                   | 1 (1+0)                   | 11. ledna 1863     | 11. ledna 1863     |
| Sokrates                                                                    | Erik Satie                                        | 1                         | 1                         | 17. května 1925    | 17. května 1925    |
| Šedá myší opera                                                             | Petr K. Soudek                                    | 1                         | 1                         | 27. února 2005     | 27. února 2005     |
| Šotek (opereta)                                                             | Stanisław Duniecki                                | 1 (1+0)                   | 1 (1+0)                   | 8. června 1867     | 13. září 1867      |
| Torso                                                                       | Vít Zouhar, Tomáš Hanzlík                         | 1                         | 1                         | 5. prosince 2004   | 5. prosince 2004   |
| Yta innocens (Nevinná Yta)                                                  | Tomáš Hanzlík                                     | 1                         | 1                         | 1. února 2004      | 1. února 2004      |
| Vůl na střeše                                                               | Darius Milhaud                                    | 1                         | 1                         | 17. května 1925    | 17. května 1925    |
| Žirafí opera                                                                | Markéta Dvořáková                                 | 1                         | 1                         | 10. listopadu 2002 | 10. listopadu 2002 |
| Le Grand Macabre                                                            | Györgyi Ligeti                                    | 0                         | 0                         | 17. června 2021    | [ p 4 ]            |
| Vzdálený zvuk                                                               | Franz Schreker                                    | 0                         | 0                         | 8. dubna 2021      | [ p 4 ]            |

1. 1 2 3 4 5 6 7 8 9 10 11 12 13 14 15 16 17 18 19 20 21 22 23 24 25  Nadále v repertoáru pro sezónu 2020/21.
2. 1 2 3 4 5 6 7  Nové nastudování v sezóně 2020/21.
3. ↑  V letech 1984-1990 hrána 235x jako balet s nahrávkou
4. 1 2  Premiéra v sezóně 2020/21.

Koncertní provedení:
- 1924 Bedřich Smetana – Viola
- 1944 Bedřich Smetana – Viola
- 1966 Nikolaj Andrejevič Rimskij-Korsakov – O neviditelném městě Kitěži
- 1976 Carl Maria von Weber – Euryanta
- 1982 Otakar Ostrčil – Legenda z Erinu
- 1987 Christoph Willibald Gluck – Ifigenie na Tauridě
- 1989 Zdeněk Fibich – Pád Arkuna
- 1991 Antonín Dvořák – Vanda
- 1995 Richard Strauss – Elektra
- 2004 Rudolf Karel – Ilseino srdce
- 2008 Jean-Philippe Rameau – Les Indes galantes
- 2009/2010 Richard Strauss – Salome
- 2010 Igor Stravinskij – Slavík
- 2010 Bohuslav Martinů – Ariadna
- 2012 Ambroise Thomas – Mignon
- 2013 František Škroup – Dráteník
- 2014 Giacomo Puccini – Vlaštovka (La rondine)
- 2017 Hector Berlioz – Faustovo prokletí
- 2018 Wolfgang Amadeus Mozart – La clemenza di Tito
- 2018 Emil Nikolaus von Reznicek – Donna Diana
- 2019 Richard Wagner – Zlato Rýna